# 전주이씨영성군파종중
(영성군 이계(李㻑) 1606~1649)
1606년(선조 39) 12월 24일 태어나 1649년 9월 19일 향년 44세로 별세했다.
선조대왕 제13男
어머니는 온빈(溫嬪) 청주한씨이다. 영성군의 휘는 계(㻑), 시호는 효경(孝景). 1606년(선조 39) 12월 24일 태어났다. 배위는 회산군부인(檜山郡夫人) 창원황씨이다.
　슬하에 회원군(檜原君) 윤(倫)을 두었는데 장수하여 효종 · 현종 · 숙종 · 경종 · 영조대까지 5대 임금을 모시고 수 십년간 사옹원 일을 주관하였고 종친부 유사당상까지 올랐으며 도총부 도총관을 지냈다. 그러나 독자인 규령(奎㱓)이 조졸하여 광평대군(세종대왕 제5남)의 7대손을 왕명으로 입양하여 함평군(咸平君)으로 봉군하고 그 후사로 장남 해흥군(海興君)을 비롯 6남을 얻어 비로소 6파로 나뉘어 후손이 번성하여 지금에 이르고 있다. 그러나 후손이 귀한 탓인지 6파로 나뉜 후에도 자손이 귀하여 6파 상호간 양입출(養入出)하였음에도 약 200세대 미만이다.
　그러나 그간 후손들 중에는 문 · 무과에 급제한 이도 많다. 파종회는 해흥군(海興君) · 해춘군(海春君) · 해운군(海運君) · 해청군(海淸君) · 해봉군(海蓬君) · 해영도정(海瀛都正) 등 6개 종파가 있으나 6 · 25전쟁 등으로 헤어졌다가 1978년 10월 29일 종친들이 모여 발기대회를 열고 영성군파종회로 발족하였다.
　초대회장은 재항(載沆 : 전 청와대 대통령 비서실장)이 취임, 1982년 9월 10일 종약원에 등록하여 현재에 이르렀다.
　매년 1회 정기총회와 영성군을 비롯한 4세까지의 묘의 사초와 벌초를 하며 음력 10월에는 시제를 올리고 있다. 조선조 말 편찬한 족보를 토대로 1982년 2월 1일 80년만에 족보를 편찬하였다.

묘소는 경기도 고양시 덕양구 벽제동 산42-4(목암리) 묘좌이다.
배위는 회산군부인(檜山郡夫人) 창원황씨이며 영성군 묘와 합부이다